# Operaciones basadas en efectos

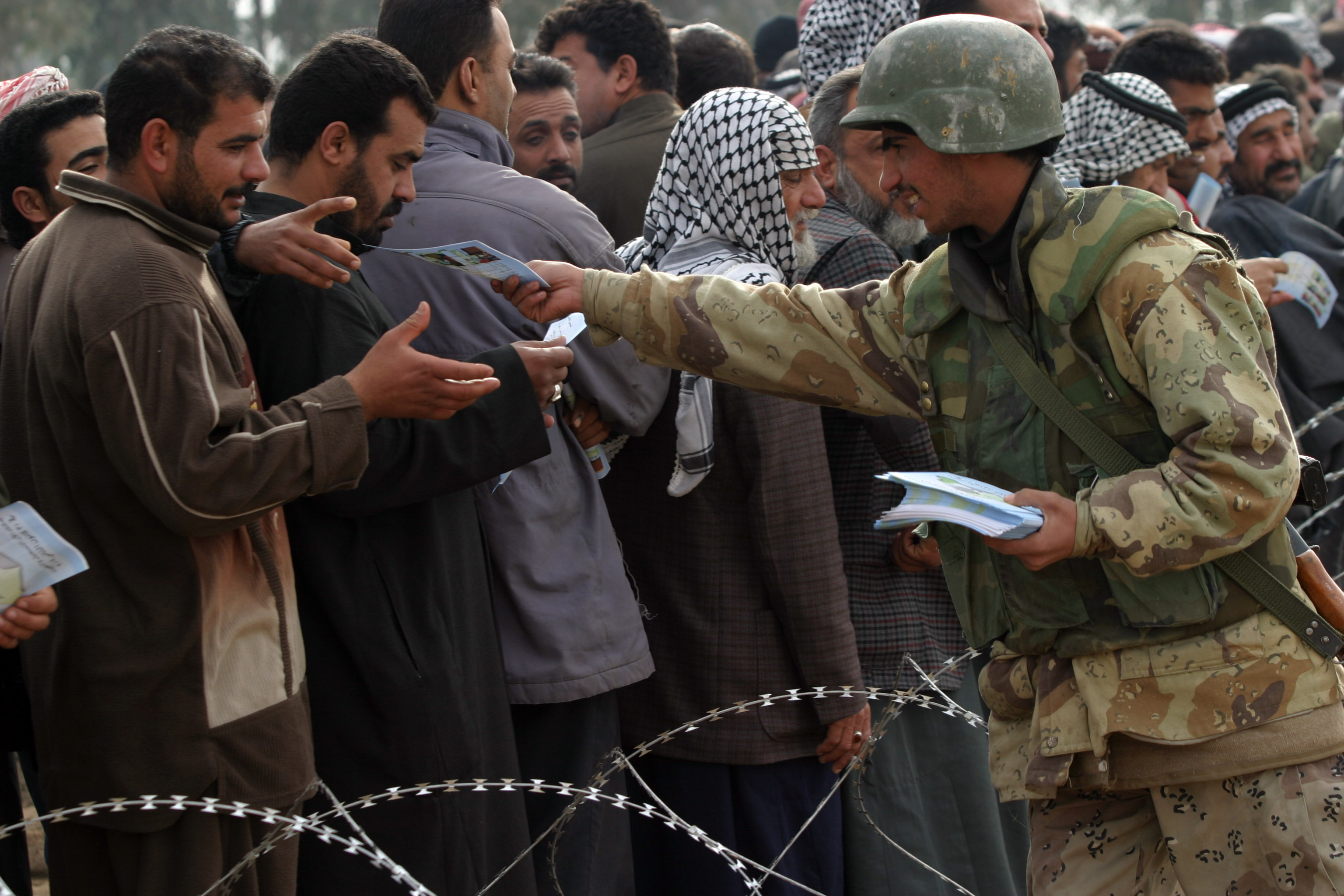
Un soldado muestra información a la población civil en las elecciones de Irak.

Operaciones basadas en efectos (en inglés aparece frecuentemente con las siglas EBO de Effects-Based Operations). Se trata de una forma de ver las operaciones militares que emplea recursos más allá de lo simplemente militar de tal forma que se maximice la eficiencia y se reduzca al mínimo el esfuerzo erróneo de perseguir objetivos colaterales, algunos autores lo definen como: "El resultado físico, funcional o psicológico, así como un evento o consecuencia que se obtiene de una acción específica que puede ser o no militar". Otros "como un proceso para obtener un resultado estratégico deseado o un efecto sobre el enemigo a través de la aplicación sinérgica y acumulada de un completo rango de capacidades tanto militares como no-militares a todos los niveles de un conflicto".
Las Operaciones Basadas en Efectos se emplean no sólo en el momento puntual del periodo bélico sino que van más allá y tratan los momentos de paz, tensión, conflicto y posconflicto. La idea de operaciones con EBO se conciben en sistemas de planificación donde se tiene en cuenta todo el rango de efectos en cascada, tanto directos e indirectos.

## Historia del concepto

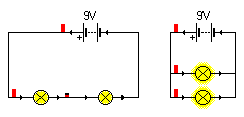
Concepto del General Deptula acerca del paralell warfare

A lo largo de la historia militar se han ido incorporando nuevas doctrinas, por ejemplo el ejército alemán de la Segunda Guerra Mundial generó un nuevo concepto operacional denominado Blitzkrieg (Guerra relámpago). Tras la Guerra Fría el Ejército de los Estados Unidos tuvo que reexaminar la forma en la que conduciría las operaciones militares en el futuro, la desaparición de un único frente y la aparición de posibles múltiples enemigos de menor tamaño hizo que se tuvieran que replantear no sólo las operaciones sino también las tecnologías que se debían emplear en el futuro. 
Uno de los primeros defensores de la idea fue el General de Brigada David A. Deptula. que tras la guerra del Golfo durante los años 1990 a 1991 entre Irak y una coalición internacional de 34 naciones liderada por Estados Unidos. Los atentados del 11 de septiembre de 2001 y la internacionalización de una nueva forma de terrorismo en la forma de Al Qaeda ha hecho que emerjan nuevos conceptos como homeland security y operaciones basadas en efectos. 
El concepto defendido por el general David A. Deptula se fundamentaba en el ataque paralelo (paralell warfare)) y simultáneo de diferentes posiciones enemigas: en la guerra del Golfo se experimentó que un ataque sincronizado a posiciones artilleras, comunicaciones, centros de comando y control, antiaéreos, etc. producía un efecto más devastador y de confusión que un ataque similar "en secuencia". La idea se fundamenta en el funcionamiento de un circuito eléctrico en el que se pueden colocar bombillas de forma secuencial o en paralelo, si uno pone las bombillas en serie al apagar una se desconecta el resto, mientras que en paralelo es posible hacer funcionar. Era no destruir por completo una fuerza enemiga, sino producir ciertos efectos en ella. El concepto de EBO ha ido cambiando a lo largo de la última década del siglo XX, así como posteriormente. 
Uno de los conceptos que apoyó inicialmente la idea fue las denominadas operaciones militares diferentes a la guerra (en inglés: Military Operations Other Than War (MOOTW) que se trata de un concepto de uso de las fuerzas militares fuera de lo estrictamente militar, cabe dentro del concepto el empleo de fuerzas de pacificación. Por regla general las fuerzas militares se encuentran bajo los auspicios de ciertas restricciones políticas que se denominan reglas de compromiso (en inglés: Rules Of Engagement o ROE). 
Los conflictos de Bosnia y Kosovo hicieron que se madurara el concepto de Operaciones Basadas en Efectos. Pronto se comprobó que EBO es una forma de desarrollar el Concepto de Operaciones Decisivas Rápidas.

## Concepto
Algunas de las nuevas ideas de la doctrina militar actual provienen de conceptos de Operaciones basadas en Efectos, se puede decir que otras han sufrido un cierto refinamiento gracias a la introducción de este nuevo concepto. Uno de los conceptos refinados es el de efecto que puede entenderse de dos formas diferentes:
1. El estado físico o de comportamiento que resulta tras una acción dada.
2. Un cambio en la condición comportamiento o grado de libertad.

De la misma forma se ha revisado el concepto de enemigo comparado a veces como un sistema de sistemas y su estudio ha dado lugar a conceptos como el Análisis de sistemas de sistemas (en inglés: System-of-Systems Analysis - SoSA). El proceso SoSA incluye en sus inicios categorías muy simples como puede ser un sistema-azul (fuerzas amigas), rojo (fuerzas adversarias) y verdes (neutrales o no-alineadas). La necesidad de poner en funcionamiento Operaciones Basadas en Efectos hizo que esta clasificación se expandiera a nuevas dimensiones Políticas, Militar, Económicas, Social, Infraestructura, Informacional. Todas estas dimensiones se denominan en EBO con sus siglas PMESII. 